# Bandiahi-Gourignani
Bandiahi-Gourignani est une localité de l'ouest de la Côte d'Ivoire, et appartenant au département de Daloa, dans la Région du Haut-Sassandra.
La localité de Bandiahi-Gourignani est un chef-lieu de commune.